# Rosolin
Rosolin – wieś w Polsce, położona w województwie podkarpackim, w powiecie bieszczadzkim, w gminie Czarna.
Wieś faktycznie istniejąca do lat 50. XX wieku, nazwa oficjalnie funkcjonuje nadal.

## Położenie
Wieś typu łańcuchówki była położona w dolinie potoku Czarny, ob. Czarna, w lesistym terenie, na południowych zboczach Moklika.

## Historia
Rosolin był lokowany na prawie wołoskim. Wieś została po raz pierwszy wzmiankowana w 1580, przy podziale majątku żon wojewody krakowskiego, Piotra Kmity. Po pół wsi otrzymali wówczas spadkobiercy obu jego sióstr (Stadnickiej i Barzowej). Używano również nazwy Rossolin.
W połowie XIX wieku właścicielką posiadłości tabularnej w Rosolinie była Zofia Pawlikowska. Pod koniec XIX wieku liczyła 23 domostwa i 186 mieszkańców, w większości (170) wyznania greckokatolickiego. Właścicielem większej posiadłości (180 mórg lasu, 81 gruntów ornych, 28 pastwisk i 12 mórg łąk) był wtedy dr Leon Popławski.
W konsekwencji II wojny światowej, działalności UPA i Akcji „Wisła” wieś została opuszczona. Zabudowa uległa dewastacji i rozbiórkom. Wcześniej Rosolin liczył (według ad. Aleksandra Rybickiego) 51 numerów.

## Zabytki
We wsi istniała drewniana cerkiew pw. św. Onufrego (Rosolin nr 26), zbudowana w 1750 (napis na belce 1750 anno). Jako przykład bojkowskiej architektury sakralnej jako jedyny budynek nie został poddany rozbiórce i decyzją z listopada 1956 cerkiew została przeniesiona do Muzeum Budownictwa Ludowego w Sanoku.

## Turystyka
Teren dawnej wsi i niezalesiony wokół niej obszar jest terenem prywatnym i dostęp do niego jest ograniczony. W pobliżu Rosolina przebiega ścieżka historyczno-przyrodnicza Jaskinia w Rosolinie. Ścieżka prowadzi drogą gminną w pobliżu potoku Czarna, po minięciu dolnej części dawnej wsi nad potokiem znajduje się Jaskinia Rosolińska zwana także Jaskinią Jahybta. Za jaskinią ścieżka skręca na północ, biegnie lasem niemal równolegle do dawnej wsi. 